# N.E. Krarup
Nicolai Edinger Krarup (født 24. oktober 1813 i Vejrum nord for Holstebro, død 10. september 1867 i Ringkøbing) var en dansk amtsforvalter og politiker.
Krarup var søn af Janus Balthasar Krarup. Han tog studentereksamen som privatist i 1831 og blev cand.jur. fra Københavns Universitet i 1836. Han blev fuldmægtig i Indenrigsministeriet i 1848 og departementssekretær i ministeriet i 1848. Fra 1850 var Krarup amtsforvalter i Ringkøbing Amtsstuedidtrikt. Han var også konstitueret chef for 6. udskrivningsdistrikt i 1854.
Krarup stillede op til Folketinget i Ringkøbing Amts 1. valgkreds (Ringkøbingkredsen) i 1852, men tabte til pastor Vilhelm Schøler. Ved valget 26. februar 1853 i Ringkøbing Amts 5. valgkreds (Skjernkredsen) vandt han med 498 stemmer over gårdejer J.A. Clausager som fik 492 stemmer. Valget blev imidlertid annulleret 12. april 1853, og da der skulle være et nyt folketingsvalg allerede 27. maj, blev der ikke afholdt omvalg. Ved valget i maj vandt Clausager over Krarup. Han stillede også op uden at blive valgt i Ringkøbingkredsen ved folketingsvalget i 1861 samt ved landstingsvalget 1859.
Han var medlem af Rigsrådets Landsting valgt i 11. landsrådskreds 1864-1866.
Krarup blev udnævnt til justitsråd i 1850 og ridder af Dannebrog i 1860.